# 카밀라 가야르도
카밀라 가야르도(Camila Gallardo, 1996년 11월 2일 ~ )는 칠레의 싱어송라이터로, 약칭 카미(Cami)로도 잘 알려져있다. 2015년 《더 보이스 칠레》에 참가하면서 처음으로 이름을 알렸다. 라틴 그래미상 2회 후보이다.

## 음반 목록
- Rosa (2018)
- Monstruo (2020)
- Anastasia (2022)